# Abrotelia
Abrotelia (Ἁβροτέλεια, fl. 5e eeuw v.Chr.) was een vrouwelijke pythagorische filosoof.
Ze was een van de vijftien vrouwen die in het Leven van Pythagoras, geschreven door Iamblichus een rol spelen. Abrotelia's vader was Abroteles van Tarente en ze werd gedacht in Tarente te zijn geboren.

## Antieke bron
- Iamblichus, De vita Pythagorae 267.

## Verder lezen
- E.M. Kersey, Women Philosophers: A Bio-critical Source Book, New York, 1989, p. 27. ISBN 978-0-313-25720-9.